# ريتشارد فالكاو
ريتشارد فالكاو (29 يونيو 1987 - ) هو لاعب كرة قدم برازيلي في مركز الهجوم. لعب مع بوتافوغو ريغاتاس ونادي أمريكا ونادي بوريرام يونايتد ونادي بونتي بريتا ونادي غواراني ونادي ريو كلارو فوتيبول وClube Atlético Colatinense ‏ ونادي فيرانوبوليس وغاليسيا سبورت ‏ وItabuna Esporte Clube ‏ وكومرسيال ‏ وAmadense Esporte Clube ‏ ونادي أمريكا لكرة القدم ‏ وفيلا نوفا أتليتيكو ‏ وIpatinga Futebol Clube ‏ وFK Novi Pazar ‏.

## وصلات خارجية
- ريتشارد فالكاو على موقع قاعدة بيانات كرة القدم.إي يو (الإنجليزية)
- ريتشارد فالكاو على موقع Soccerway.com (الإنجليزية)